# Cybocephalus semiflavus
Cybocephalus semiflavus là một loài bọ cánh cứng trong họ Cybocephalidae. Loài này được Champion mô tả khoa học năm 1925.